# Локалита Вјаро (Пескара)
Локалита Вјаро (итал. Località Viaro) је насеље у Италији у округу Пескара, региону Абруцо.
Према процени из 2011. у насељу је живело 26 становника. Насеље се налази на надморској висини од 325 м.